# Jelen sika vietnamský
Jelen sika vietnamský (Cervus nippon pseudaxis) je poddruh jelena siky z čeledi jelenovitých.
Patří mezi nejmenší poddruhy jelena sika, váží 20 až 50 kg. Původně žil v lesnatých krajinách severního Vietnamu a jihozápadní Číny. V současné době je v přírodě vyhubený a chován je jen v zajetí, avšak uvažuje se o jeho vysazení. Po většinu roku tvoří samice s mláďaty samostatná stáda, k samcům se samice připojují během období říje. Březost trvá 218 až 229 dnů, samice rodí většinou jedno mládě, které dospívá okolo druhého roku života.
Siku vietnamského chová v ČR Zoo Ostrava, Zoo Olomouc, Zoo Ústí nad Labem a na Slovensku Zoo Bratislava.